# Grupa specjalna Eko
Grupa specjalna Eko (ang. The Dinky-Di's: Friends on Freedom's Frontier) – australijski serial animowany z 1997 roku.

## Opis fabuły
Tytułowa grupa to międzynarodowa ekipa agentów specjalnych, w skład której wchodzą m.in.: Kangur Ozzie Roo, Koala Cass, Dziobak Plato i Krokodyl Czopa. Wspólnie z innymi eko-agentami działającymi w różnych zakątkach świata przyjaciele stawiają czoła gangowi złego Mefista, broniąc rzadkich gatunków zwierząt i dbając o czystość na Ziemi.

## Wersja polska
Serial w Polsce był emitowany na kanałach TVN (premiera: 10 stycznia 1998 roku, tylko pierwsze 13 odcinków), TVP2 (premiera: 21 września 1998 roku), TV Polonia (premiera: 16 września 1999 roku), TVP Regionalna/TVP3 (premiera: 16 czerwca 2000 roku) i RTL7.
Opracowanie i udźwiękowienie wersji polskiej: STUDIO EUROCOM
Reżyseria: Izabella Dziarska
Dialogi: Dariusz Dunowski
Dźwięk i montaż: Piotr Bielawski
Opracowanie muzyczne: Robert Osam
Kierownictwo produkcji: Marzena Wiśniewska
Udział wzięli:
- Agata Gawrońska – Cass
- Tomasz Bednarek – 
  - Krokodyl Czopa,
  - szef Lazura (odc. 1)
- Jarosław Boberek – 
  - Hugo Hiena,
  - syn Origawy (odc. 1)
- Robert Czebotar – Dziobak Plato
- Jacek Czyż
- Marek Frąckowiak – Zenie
- Jacek Jarosz – Mefisto
- Wojciech Machnicki – Orzeł Ernest
- Tomasz Marzecki – Niedźwiedź Origawa
- Mieczysław Morański – Francis Szczur
- Cezary Nowak – Smok Sam
- Jacek Rozenek – Ozzie Roo
- Mirosław Wieprzewski – Lew Lazur

W pozostałych rolach:
- Adam Bauman – 
  - Narrator,
  - jeden ze sługów Mefista (odc. 1)
- Arkadiusz Jakubik – Byk Bill
- Izabella Dziarska – 
  - Kiwi Koda,
  - Beatrycze (odc. 1)
- Jerzy Złotnicki – sekretarz Billa (odc. 1)
- Marek Obertyn

i inni
Piosenki z tekstami Zbigniewa Bieniaka i Dariusza Dunowskiego śpiewali: Małgorzata Duch, Marta Samuła, Magdalena Gruziel, Zbigniew Bieniak i Piotr Woźniak
Lektor: 
- Tomasz Kozłowicz (tytuł serialu),
- Adam Bauman (tytuły odcinków i napisy ekranowe),
- Zbigniew Suszyński (tyłówka)

## Spis odcinków
| N/o | Polski tytuł                       | Angielski tytuł    |
| --- | ---------------------------------- | ------------------ |
|     |                                    |                    |
|     |                                    |                    |
|     |                                    |                    |
| 01  | Zaginiony w akcji                  | Lost, one Dinky-Di |
| 02  | Kompututor                         |                    |
| 03  | Tajemnica krainy Olgas             |                    |
| 04  | Zaginione fretki                   |                    |
| 05  |                                    |                    |
| 06  | Na ratunek wilkom                  |                    |
| 07  | Książę oszustwa                    |                    |
| 08  |                                    |                    |
| 09  |                                    |                    |
| 10  | Eskarda delfinów                   |                    |
| 11  | Skorupiaki w niebezpieczeństwie    |                    |
| 12  | Baron                              |                    |
| 13  | Ślimacze tempo                     |                    |
| 14  | Przegrani nie mają wyboru          |                    |
| 15  | W obronie leśnych kurek            |                    |
| 16  | Powrót Jaka                        |                    |
| 17  | Tapirowa zagrywka                  |                    |
| 18  | Czarna komnata                     |                    |
| 19  | Morze poniżej morza, poniżej morza |                    |
| 20  | Tajemnicza Grzybolandia            |                    |
| 21  | Wczoraj i dziś                     |                    |
| 22  | Wyprawa na Pedra Blanca            |                    |
| 23  | Lawa z Jawy                        |                    |
| 24  | Na ratunek żurawiom                |                    |
| 25  | Mistrz iluzji                      |                    |
| 26  | Mała hipek, duża plajta            |                    |